# Josef Naderer
Josef Naderer (* 8. März 1906 in Maissau; † 3. April 1965) war ein österreichischer Politiker (ÖVP) und Weingroßhändler. Naderer war von 1945 bis 1949 Abgeordneter zum Landtag von Niederösterreich.

## Leben
Naderer besuchte nach der Volksschule die Realschule und im Anschluss die Handelsschule. Er erlernte den Beruf des Kaufmanns und war in der Folge beruflich als Weingroßhändler tätig.

## Politik
Im politischen Bereich engagierte er sich zunächst in der Lokalpolitik und war von 1934 bis 1938 Vizebürgermeister in Eggenburg. Nach der Machtübernahme der Nationalsozialisten wurde er 1938 aus politischen Gründen verhaftet, sein Betrieb wurde enteignet. Er wurde von 1944 bis 1945 zum Militärdienst eingezogen und vertrat nach dem Ende des Zweiten Weltkriegs die ÖVP vom 12. Dezember 1945 bis zum 5. November 1949 im Niederösterreichischen Landtag. Zudem war er ab 1952 Präsident der Österreichischen Weinwerbung und von 1960 bis 1965 Bürgermeister in Maissau. Er hatte mehrere Kammerfunktionen inne.